# Soldat inconnu (film, 1955)
Pour les articles homonymes, voir Soldat inconnu.
Pour plus de détails, voir Fiche technique et Distribution.
Soldat inconnu (Tuntematon sotilas) est un film de guerre finlandais en noir et blanc d'Edvin Laine sorti en 1955. C'est la première adaptation cinématographique du roman Tuntematon sotilas de Väinö Linna. Le film réunit 2,8 millions de spectateurs à sa sortie. Trente ans après, en 1985, le remake du film sera réalisé par Rauni Mollberg.

## Synopsis
Le film relate les événements de la guerre soviéto-finlandaise, montrés à travers les yeux de simples soldats finlandais.

## Censure politique
Le Premier ministre finlandais, Urho Kekkonen, a fait couper du script initial du film certains passages jugés « inamicaux » par les Soviétiques.

## Fiche technique
- Titre français : Soldat inconnu
- Titre original : Tuntematon sotilas
- Réalisation : Edvin Laine
- Scénario : Juha Nevalainen d'après le roman de Väinö Linna
- Photographie : Osmo Harkimo, Antero Ruuhonen, Olavi Tuomi, Pentti Unho
- Directeur artistique : Aarre Koivisto
- Compositeur : Ahti Sonninen
- Assistant réalisateur : Aarne Laine
- Effets spéciaux : Arvo Murtokallio, Arvi Järvinen
- Son : Taisto Lindegren, Kaarlo Nissilä, Yrjö Saari, Kurt Vilja
- Montage : Osmo Harkimo, Armas Vallasvuo
- Maquillage : William Reunanen
- Costumier : Helena Hänninen
- Production : Toivo Särkkä
- Consultant militaire : Major Veikko Toivio
- Pays d'origine :  Finlande
- Studio : Suomen Filmiteollisuus
- Budget : 46 667 761 mk
- Durée : 181 minutes
- Format : 35 mm - 1.37 : 1  - Mono - noir et blanc
- Dates de sortie : 1955
- Genre : film de guerre
- Langue : finnois
- Durée : 199 minutes
- Sortie : 
  - Finlande : 23 décembre 1955
  - France : 5 juillet 1956

## Distribution
- Kosti Klemelä : lieutenant Vilho Koskela
- Heikki Savolainen : sergent Urho Hietanen
- Reino Tolvanen : caporal Antero Rokka
- Veikko Sinisalo : caporal Yrjö Lahtinen
- Åke Lindman : caporal Lehto
- Pentti Siimes : caporal Määttä
- Leo Riuttu : soldat Vanhala
- Kaarlo Halttunen : soldat Oskari Rahikainen
- Matti Ranin : capitaine Jorma Kariluoto
- Jussi Jurkka : lieutenant Lammio
- Tauno Palo : major Sarastie
- Pentti Irjala : capitaine Kaarna
- Vilho Siivola : caporal Mäkilä
- Martti Romppanen : soldat Sihvonen
- Tapio Hämäläinen : soldat Salo
- Olavi Ahonen : soldat Riitaoja
- Tarmo Manni : soldat Aarne Honkajoki
- Veli-Matti Kaitala : soldat Hauhia
- Kale Teuronen : soldat Susi
- Vili Auvinen : soldat Asumaniemi
- Saulo Haarla : sous-officier Jalovaara
- Aimo Hiltunen : soldat Lampinen
- Sakari Halonen : soldat Eerola
- Osmo Harkimo : lieutenant de police militaire
- Helena Vinkka : Vera
- Anja Hatakka : Nina
- Topi Kankainen : soldat Korpela
- Veijo Pasanen : soldat Uusitalo
- Taneli Rinne : soldat Ukkola
- Vilho Ruuskanen : lieutenant Ville Autio